# Akalyptoischion
Akalyptoischion (лат.) — род жуков из семейства Akalyptoischiidae Lord et al., 2010 (ранее в составе семейства Latridiidae). В 2010 году род был выделен в отдельное семейство.

## Распространение
Западные и южные штаты США (Айдахо, Аризона, Калифорния, Невада, Оклахома, Орегон, Техас, Юта) и Мексика.

## Описание
Мелкие жуки длиной 1—2 мм. Тело слегка сплющенное. Окраска от жёлтоватой до красно-коричневой. Пронотум субквадратный, сужающийся по направлению кзади. Надкрылья сбоков почти параллельные. Усики 11-члениковые с 2—3-члениковой булавой, прикреплены латерально рядом с основанием крупных зазубренных мандибул. Глаза редуцированные, состоят из 2—6 фасеток, чёрные, расположены на задних углах головы. Крупный лабрум латерально охватывает клипеус. Максиллярные щупики состоят из 4 члеников, а лабиальные — из одного.

## Систематика
В 1976 году род был описан в составе семейства Latridiidae. В 2010 на основе подробного и всестороннего анализа (включая исследование семи рибосомальных генов 12S, 16S и 18S, цитохрома и гистона) род был выделен в самостоятельное семейство Akalyptoischiidae Lord, Hartley, Lawrence, McHugh, Whiting and Miller, 2010.

## Список видов
Около 25 видов.
- Akalyptoischion anasillos Andrews, 1976 — Калифорния[2]
- Akalyptoischion atrichos Andrews, 1976 — Калифорния[2]
- Akalyptoischion bathytrematos Hartley, Andrews & McHugh, 2008[3]
- Akalyptoischion chandleri Andrews, 1976 — Аризона[2]
- Akalyptoischion delotretos Hartley, Andrews & McHugh, 2008[3]
- Akalyptoischion diadeletron Hartley, Andrews & McHugh, 2008[3]
- Akalyptoischion dyskritos Hartley, Andrews & McHugh, 2008[3]
- Akalyptoischion echinos Hartley, Andrews & McHugh, 2008[3]
- Akalyptoischion gigas Hartley, Andrews & McHugh, 2008[3]
- Akalyptoischion giulianii Andrews, 1976 — Калифорния[2]
- Akalyptoischion hadromorphus Hartley, Andrews & McHugh, 2008[3]
- Akalyptoischion heptalocos Hartley, Andrews & McHugh, 2008[3]
- Akalyptoischion heterotrichos Hartley, Andrews & McHugh, 2008[3]
- Akalyptoischion hormathos Andrews, 1976 — Калифорния[2]
- Akalyptoischion lasiosus Hartley, Andrews & McHugh, 2008[3]
- Akalyptoischion leptosoma Hartley, Andrews & McHugh, 2008[3]
- Akalyptoischion parechinos Hartley, Andrews & McHugh, 2008[3]
- Akalyptoischion pogonias Hartley, Andrews & McHugh, 2008[3]
- Akalyptoischion polytremetron Hartley, Andrews & McHugh, 2008[3]
- Akalyptoischion prionotus Hartley, Andrews & McHugh, 2008[3]
- Akalyptoischion quadrifoveolata (Fall, 1899) — Калифорния[2]
  - = Cartodere quadrifoveolata
- Akalyptoischion sleeperi Andrews, 1976 — Калифорния[2]
- Akalyptoischion texas Hartley, Andrews & McHugh, 2008[3]
- Akalyptoischion tomeus Andrews, 1976 — Калифорния[2]